# Gonnella
La gonnella è un abito medievale per ambo i sessi differenziato esclusivamente dalla lunghezza dell'orlo. Il termine deriva dal latino tardo "gunna" che significava pelliccia.

## La gonnella nel Duecento
Ricordata per la prima volta nel XIII secolo, era indossata sia dagli uomini, che la portavano sotto al ginocchio, sia dalle le donne, che l'avevano lunga fino ai piedi. Di probabile origine militare e passata poi al vestire civile, la gonnella era una veste molto semplice, simile ad una tunica a girocollo con maniche semiaderenti, foderata di tessuto o pelliccia. Comune ad ogni condizione sociale, variava non tanto il modello, quanto per la ricchezza del tessuto e della fodera. Poteva essere priva di decorazioni ma avere anche una striscia ricamata attorno al collo, o scendente in modo perpendicolare sul davanti. Questo ornamento si ricollegava all'antico clavus romano, ossia alle strisce in porpora che decoravano le toghe e le tuniche dei senatori. Con l'introduzione in Europa dei bottoni segnalati già nel XIII secolo, le gonnelle diventarono più aderenti, seguendo una linea di tendenza che trasformerà totalmente nel tempo l'abito maschile e femminile. I bottoni all'inizio erano posizionati sugli avambracci e sullo scollo. La gonnella era portata sopra una corta camicia, oppure sopra un giubbotto detto Farsetto ma, essendo un abito, non era sufficiente a riparare dai rigori invernali. Pertanto necessitava di essere accompagnata da mantelli e sopravvesti, solitamente foderati in tessuto o in pelliccia.

## La gonnella nel Trecento
Questo semplice abito fu portato per circa due secoli. In uso nel Trecento fu anche in questo secolo considerata indumento civile e militare. Lo ricorda una novella del Decamerone, che narra come i famigli del re di Napoli, essendo andati di notte a bere a un pozzo, deposero con le armi anche le loro gonnelle. Durante i primi anni del secolo continuò a ricalcare il modello duecentesco, ma già verso il 1540 gli uomini cominciarono a stringerla e ad accorciarla, superando a malapena il ginocchio. La cosa fu possibile grazie ai bottoni che aumentarono di numero fino ad estendersi oltre il torace verso l'orlo. In seguito diventò talmente corta e stretta, da sfiorare le natiche. La cosa poteva creare situazioni imbarazzanti, poiché chinandosi era facile mostrare le mutande. Dopo il 1365 la gonnella subì un'ulteriore trasformazione: vistose imbottiture del torace ne esagerarono la convessità, mentre la cintura fu spostata decisamente sui fianchi. Questa nuova foggia è importante per l'evoluzione della moda: in conseguenza di questo processo le calze si allungarono e vennero allacciate al farsetto. La figura maschile fu quindi divisa in due parti, promuovendone la trasformazione - che doveva venire assai più tardi - in giacca e pantaloni. 

## La gonnella femminile
Diversa la situazione della gonnella femminile, che diventò molto attillata sulle braccia e nel punto vita, fluendo morbidamente fino ai piedi e terminando con uno strascico. Dotata all'inizio di una piccola scollatura ovale, si trasformò verso la fine del secolo in un elegante e scollatissimo abito a vita alta, che dava armoniosità alla linea del collo e delle spalle.. Le scollature vistose furono il pretesto per Dante di aspre rampogne. Infatti il poeta fa dire a Forese Donati, nel Canto ventitreesimo del Purgatorio: "le sfacciate donne fiorentine l'andar mostrando con le poppe il petto". Le Leggi suntuarie di varie città ne proibirono l'uso, osteggiando non tanto l'abito quanto lo strascico.